# Musa (botanica)
Musa L. è un genere di piante appartenente alla famiglia Musaceae.
Tra le piante del genere Musa sono incluse banani e platani.

## Etimologia
Alcune fonti affermano che il genere Musa, deve il suo nome ad Antonio Musa, medico dell'imperatore Augusto. Altri dicono che Linneo, che istituì il genere nel 1750, semplicemente adattò la parola araba per banana, mauz  (موز).

## Descrizione
Sebbene alcune specie raggiungano dimensioni comparabili a quelle di un albero, tutte le piante del genere Musa sono in effetti delle "erbe giganti". Quello che appare come il loro fusto non è altro che l'insieme dei piccioli delle loro foglie che emergono dal loro rizoma.
Sono piante alte di solito almeno 50 centimetri, ma anche fino a 3–10 metri. Le foglie sono grandi, semplici, divise in lamina e picciolo. La lamina è oblunga o oblugo-ellittica, e raggiunge una lunghezza di 2–3 metri e una larghezza di 30–60 centimetri. Il fusto resta corto fino alla fioritura..
L'infiorescenza è terminale, nella maggior parte dei casi è pendula, ma a volte è verticale. È spesso circondata da numerose brattee verdi, marroni o rosso-porpora (raramente gialle) che di solito cadono col procedere della fioritura. I fiori sono portati disposti su una o due file, e sono zigomorfi. Alla base dell'infiorescenza ci sono i fiori femminili, con stami abortiti, mentre verso la fine dell'infiorescenza ci sono i fiori maschili con cinque stami (e il gineceo abortito). Le bacche sono allungate, carnose, curve e leggermente angolate in sezione, con numerosi semi, eccetto nelle forme partenocarpiche. I semi sono globosi.

## Tassonomia
I processi di ibridazione e di poliploidia causarono notevole confusione nella tassonomia del genere che fu ridefinita correttamente tra gli anni 40 e 50 del Novecento.
Tutte le cultivar oggi in commercio di banane senza semi sono ibridi o poliploidi di due specie selvatiche Musa acuminata e Musa balbisiana.
Il genere comprende le seguenti specie:
- Musa acuminata Colla
- Musa × alinsanaya R.V.Valmayor
- Musa arfakiana Argent
- Musa argentii Gogoi & Borah
- Musa arunachalensis A.Joe, Sreejith & M.Sabu
- Musa aurantiaca G.Mann ex Baker
- Musa azizii Häkkinen
- Musa balbisiana Colla
- Musa banksii F.Muell.
- Musa barioensis Häkkinen
- Musa basjoo Siebold & Zucc. ex Iinuma
- Musa bauensis Häkkinen & Meekiong
- Musa beccarii N.W.Simmonds
- Musa boman Argent
- Musa borneensis Becc.
- Musa bukensis Argent
- Musa campestris Becc.
- Musa celebica Warb. ex K.Schum.
- Musa cheesmanii N.W.Simmonds
- Musa chunii Häkkinen
- Musa coccinea Andrews
- Musa corneri Holttum
- Musa cylindrica A.Joe, Sreejith & M.Sabu
- Musa exotica R.V.Valmayor
- Musa fitzalanii F.Muell.
- Musa flaviflora N.W.Simmonds
- Musa × formobisiana H.L.Chiu, C.T.Shii & T.Y.A.Yang
- Musa gracilis Holttum
- Musa griersonii Noltie
- Musa haekkinenii N.S.Lý & Haev.
- Musa hirta Becc.
- Musa ingens N.W.Simmonds
- Musa insularimontana Hayata
- Musa itinerans Cheesman
- Musa jackeyi W.Hill
- Musa johnsii Argent
- Musa juwiniana Meekiong, Ipor & Tawan
- Musa kamengensis Gogoi & Häkkinen
- Musa kattuvazhana K.C.Jacob
- Musa lanceolata Warb. ex K.Schum.
- Musa lawitiensis Nasution & Supard.
- Musa lokok Geri & Ng
- Musa lolodensis Cheesman
- Musa lutea R.V.Valmayor, D.D.Lê & Häkkinen
- Musa maclayi F.Muell. ex Mikl.-Maclay
- Musa mannii H.Wendl. ex Baker
- Musa markkuana (M.Sabu, A.Joe & Sreejith) Hareesh, A.Joe & M.Sabu
- Musa markkui Gogoi & Borah
- Musa monticola M.Hotta ex Argent
- Musa muluensis M.Hotta
- Musa nagalandiana S.Dey & Gogoi
- Musa nagensium Prain
- Musa nanensis Swangpol & Traiperm
- Musa ochracea K.Sheph.
- Musa ornata Roxb.
- Musa paracoccinea A.Z.Liu & D.Z.Li
- Musa × paradisiaca L.
- Musa peekelii Lauterb.
- Musa puspanjaliae Gogoi & Häkkinen
- Musa rosea Baker
- Musa rubida Holttum
- Musa rubinea Häkkinen & C.H.Teo
- Musa rubra Wall. ex Kurz
- Musa ruiliensis W.N.Chen, Häkkinen & X.J.Ge
- Musa sabuana K.Prasad, A.Joe, Bheem. & B.R.P.Rao
- Musa sakaiana Meekiong, Ipor & Tawan
- Musa salaccensis Zoll. ex Kurz
- Musa sanguinea Hook.f.
- Musa schizocarpa N.W.Simmonds
- Musa serpentina Swangpol & Somana
- Musa siamensis Häkkinen & Rich.H.Wallace
- Musa sikkimensis Kurz
- Musa splendida A.Chev.
- Musa textilis Née
- Musa thomsonii (King) A.M.Cowan & Cowan
- Musa tonkinensis R.V.Valmayor, D.D.Lê & Häkkinen
- Musa troglodytarum L.
- Musa tuberculata M.Hotta
- Musa velutina H.Wendl. & Drude
- Musa violascens Ridl.
- Musa viridis R.V.Valmayor, D.D.Lê & Häkkinen
- Musa voonii Häkkinen
- Musa yamiensis C.L.Yeh & J.H.Chen
- Musa yunnanensis Häkkinen & H.Wang
- Musa zaifui Häkkinen & H.Wang